# Hôn nhân cùng giới ở Thụy Điển
Hôn nhân cùng giới ở Thụy Điển được hợp pháp kể từ ngày 1 tháng 5 năm 2009, sau khi áp dụng luật mới về tình dục về hôn nhân của Nghị viện Thụy Điển ngày 1 tháng 4 năm 2009, Thụy Điển trở thành quốc gia thứ bảy trên thế giới cặp đôi cùng giới trên toàn quốc. Các quan hệ đối tác đã đăng ký hiện tại vẫn có hiệu lực và có thể được chuyển đổi thành hôn nhân nếu các bên mong muốn, thông qua một đơn xin bằng văn bản hoặc thông qua một buổi lễ chính thức. Các mối quan hệ đối tác đã đăng ký mới không còn có thể tham gia và hôn nhân hiện là hình thức công nhận hợp pháp duy nhất cho các cặp vợ chồng bất kể giới tính.
Vào ngày 22 tháng 10 năm 2009, hội đồng quản trị của Giáo hội Thụy Điển, đã bỏ phiếu 176–62 ủng hộ việc các linh mục của họ kết hôn với các cặp vợ chồng cùng giới trong các nghi lễ nhà thờ trung lập giới tính mới, bao gồm cả việc kết hôn. Các cuộc hôn nhân cùng giới đã được thực hiện bởi nhà thờ từ ngày 1 tháng 11 năm 2009.

## Lịch sử

### Đăng ký hợp tác
Đối tác đăng ký (tiếng Thụy Điển: registrerat partnerskap) đã được hợp pháp hóa tại Thụy Điển vào năm 1995. Một đạo luật về hiệu ứng này đã được phê chuẩn vào tháng 6 năm 1994 bởi một cuộc bỏ phiếu 171-141 và có hiệu lực vào ngày 1 tháng 1 năm 1995. Thụy Điển là quốc gia thứ ba công nhận hợp pháp kết hợp dân sự, sau Đan Mạch và Na Uy.
Quan hệ bạn đời đã đăng ký, chỉ dành cho các cặp cùng giới, đưa ra đầy đủ các biện pháp bảo vệ, trách nhiệm và lợi ích như kết hôn, bao gồm nhận con nuôi và sắp xếp cho tan vỡ của mối quan hệ. Các bạn đời cùng giới đã đăng ký có thể nhận nuôi và thụ tinh trong ống nghiệm cho các cặp vợ chồng đồng tính nữ được phép vào năm 2005. Những người không phải là người Thụy Điển cư trú hợp pháp tại Thụy Điển có quyền tham gia vào quan hệ đối tác đã đăng ký từ năm 2000.
Sự khác biệt chính giữa quan hệ đối tác đã đăng ký và hôn nhân là họ được bảo vệ bởi các luật riêng biệt và quan hệ bạn đời cùng giới là một vấn đề dân sự và không thể được tiến hành thông qua chính quyền nhà thờ. Các nhóm LGBT phàn nàn về sự bất bình đẳng này, ủng hộ một cuộc hôn nhân trung lập về giới, trong đó nêu rõ rằng hôn nhân chỉ có thể được tiến hành bởi nhà nước, như được thực hiện ở một số quốc gia khác, chứ không phải là hệ thống hiện tại mà các nhà thờ có thẩm quyền (về mặt pháp lý) kết hôn với mọi người, bởi vì điều này sẽ tiếp tục sự tách biệt giữa nhà thờ và nhà nước.
Thụy Điển cũng có một hành động hôn nhân theo luật chung riêng biệt và hạn chế hơn đối với cả các cặp đôi khác giới và chưa đăng ký khác giới và các cặp cùng giới. Từ năm 1988 đến 2003, có hai luật khác nhau, một luật dành cho các cặp đôi khác giới và một luật đối với các cặp cùng giới, từ đó đã được thống nhất thành một luật duy nhất. Hôn nhân theo luật thông thường cũng dành cho những người không phải là người Thụy Điển, điều đó có nghĩa là người ta không phải kết hôn để chuyển đến Thụy Điển để sống với bạn đời.

### Hôn nhân
Năm 2004, Nghị viện đã thành lập một ủy ban điều tra khả năng mở hôn nhân với bạn tình cùng giới. Báo cáo, được ban hành vào tháng 3 năm 2007, đã hỗ trợ ban hành luật hôn nhân trung lập về giới tính và bãi bỏ luật đối tác đã đăng ký (quan hệ đối tác đã đăng ký sẽ được tự động chuyển thành hôn nhân) trong khi cấp "từ chối" cho các tổ chức tôn giáo, cho phép họ từ chối kết hôn với những người cùng giới. Điểm cuối cùng này đã gây tranh cãi và gia tăng các cuộc gọi cho luật hôn nhân chỉ dành cho dân sự. Ủy ban đề nghị thêm rằng Chính phủ Thụy Điển mang lại những thay đổi có hiệu lực vào ngày 1 tháng 1 năm 2008.
Sáu trong số bảy đảng chính trị của Quốc hội đã ủng hộ một cuộc cải cách như vậy. Đó là Đảng trái, Xanh, Dân chủ xã hội, Đảng Nhân dân Tự do, Đảng vừa phải và Đảng Trung tâm. Dân chủ Thiên chúa giáo đã phản đối ý kiến này, trong khi bảo thủ tự do Người điều hành đã ký vào hỗ trợ của họ tại đại hội đảng năm 2007. Phần lớn người Thụy Điển chấp thuận kết hôn cùng giới, nhưng có một số sự phản đối mạnh mẽ từ các tổ chức tôn giáo và các nhóm "tự định hướng gia đình" khác.
Nhiều người phàn nàn về quá trình chính phủ tiến bộ chậm chạp trong việc thay đổi quan hệ đối tác thành hôn nhân, đặc biệt là khi hai loại công đoàn về cơ bản là giống nhau và nhiều người coi sự thay đổi là không thể tránh khỏi và tự nhiên. Họ nói rằng không có giá trị trong lập luận rằng hôn nhân cùng giới sẽ đe dọa hôn nhân khác giới vì hôn nhân trung lập về giới sẽ không có tác động lớn hơn đến xã hội so với luật hiện hành và cho rằng đó đơn giản chỉ là vấn đề nguyên tắc và bình đẳng. Đối với phe đối lập, họ coi đó là mối đe dọa đối với giá trị biểu tượng của hôn nhân.

#### Thách thức pháp lý
Vào ngày 12 tháng 5 năm 2008, các nguồn tin truyền thông đưa tin rằng một cặp cùng giới đã kết hôn từ Canada đã thách thức Chính phủ Thụy Điển tại tòa vì họ từ chối công nhận mối quan hệ của họ là một cuộc hôn nhân. Mặc dù tòa án cấp dưới - bao gồm Tòa phúc thẩm - đã từ chối xét xử vụ án, tòa án hành chính cao nhất của Thụy Điển, Tòa án hành chính tối cao, đã đồng ý xét xử vụ án. Cặp vợ chồng lập luận rằng một cuộc hôn nhân cùng giới được thực hiện theo luật Canada nên được công nhận ở Thụy Điển, mặc dù thực tế là không có cơ sở pháp lý nào cho nó theo luật hiện hành của Thụy Điển. Vào ngày 18 tháng 12 năm 2008, Tòa án phán quyết rằng Cơ quan thuế Thụy Điển không vi phạm bất kỳ quy tắc nào vì định nghĩa về hôn nhân theo luật Thụy Điển là vào thời điểm kết hợp giữa một nam và một nữ, và các mối quan hệ cùng giới là để được công nhận là một quan hệ đối tác đã đăng ký.

#### Bình chọn cho hôn nhân cùng giới
Chính phủ bao gồm Đảng vừa phải, Đảng trung tâm, Đảng nhân dân tự do và Đảng Dân chủ Thiên chúa giáo. Bộ trưởng Tư pháp Thụy Điển, Beatrice Ask, người chịu trách nhiệm về vấn đề này, đã phản ứng tích cực khi ủy ban trình bày kết quả của mình. Làm thế nào hợp pháp hóa sẽ kết thúc không rõ ràng vì một trong những đối tác liên minh đã chống lại nó. Lãnh đạo của Đảng Dân chủ Xã hội nói rằng bà sẽ đưa ra một dự luật trong chính Nghị viện nếu Chính phủ không thể thống nhất về vấn đề này.
Đầu tháng 10 năm 2007, Đảng Xanh, Đảng trái và Đảng Dân chủ Xã hội cho biết họ sẽ hợp tác để đưa ra một phong trào đối lập trong Nghị viện để hợp pháp hóa hôn nhân cùng giới.
Vào ngày 27 tháng 10 năm 2007, Đảng vừa phải chính thức ủng hộ các cuộc hôn nhân cùng giới, có nghĩa là đảng Dân chủ Thiên chúa giáo sẽ là đảng duy nhất phản đối luật pháp. Göran Hägglund, lãnh đạo đảng Dân chủ Thiên chúa giáo, tuyên bố trên Đài phát thanh Thụy Điển, "quan điểm của tôi là tôi đã được đảng giao nhiệm vụ cho rằng hôn nhân là dành cho nam và nữ. … Khi chúng tôi thảo luận về vấn đề này giữa các bên, chúng tôi tự nhiên cởi mở và nhạy cảm với các cuộc tranh luận của nhau và chúng tôi sẽ xem liệu chúng tôi có thể tìm thấy một dòng cho phép chúng tôi đến với nhau không."
Vào ngày 12 tháng 12 năm 2007, Giáo hội Thụy Điển đã bật đèn xanh cho các cặp cùng giới kết hôn trong nhà thờ, nhưng khuyến nghị thuật ngữ  hôn nhân  được giới hạn cho các cặp đôi khác giới. Chính phủ đã hỏi ý kiến về vấn đề này trước khi ban hành luật vào đầu năm 2008. Quan hệ đối tác "Hôn nhân và (cùng giới) là hình thức hợp nhất tương đương. Do đó, ủy ban trung ương của Giáo hội Thụy Điển nói có với đề xuất tham gia Giáo hội cho biết hôn nhân và quan hệ đối tác thành một luật duy nhất, "Giáo hội nói trong một tuyên bố. "Theo hội đồng của Giáo hội Thụy Điển, tuy nhiên, từ" hôn nhân "chỉ nên được sử dụng cho mối quan hệ giữa một người phụ nữ và một người đàn ông," nó nói.
Vào ngày 14 tháng 1 năm 2008, hai chính trị gia hàng đầu trong Đảng Dân chủ Thiên chúa giáo đã có lập trường chống lại đảng và bắt đầu ủng hộ hôn nhân cùng giới.
Các báo cáo cho thấy Chính phủ sẽ lập dự luật kết hôn cùng giới vào đầu năm 2008, tuy nhiên, họ vẫn chưa đề xuất dự luật. Điều này có thể là do sự phản đối của đảng Dân chủ Thiên chúa giáo từ bên trong liên minh cầm quyền trung tâm bốn đảng mặc dù họ là đảng duy nhất phản đối động thái này. Sau khi các cuộc đàm phán về một thỏa hiệp bị phá vỡ và phải đối mặt với tối hậu thư của quốc hội vào cuối tháng 10 năm 2008, Chính phủ chuẩn bị trình bày dự luật của mình để bỏ phiếu miễn phí.
Vào ngày 21 tháng 1 năm 2009, một dự luật đã được đưa ra trong Quốc hội Thụy Điển để đưa ra khái niệm pháp lý về hôn nhân trung lập về giới. Dự luật được thông qua vào ngày 1 tháng 4 và có hiệu lực vào ngày 1 tháng 5. Dự luật được tất cả các đảng ủng hộ trừ đảng Dân chủ Thiên chúa giáo và một thành viên của Trung tâm Đảng. It passed with 261 votes in favour, 22 votes against and 16 abstentions.
| Đảng                            | Phiếu ủng hộ | Phiếu phản đối | Phiếu trắng | Vắng mặt (Không bình chọn) |
| ------------------------------- | --- | --- | --- | --- |
| Swedish Social Democratic Party | 111 - Christer Adelsbo - Ann-Christin Ahlberg - Urban Ahlin - Phia Andersson - Berit Andnor - Ann Arleklo - Karin Åström - Luciano Astudillo - Christina Axelsson - Lennart Axelsson - Roland Bäckman - Ibrahim Baylan - Inger Jarl Beck - Mats Berglind - Bo Bernhardsson - Patrik Björck - Jan Björkman - Laila Bjurling - Thomas Bodström - Catharina Bråkenhielm - Claes-Göran Brandin - Gunilla Carlsson - Mikael Damberg - Carina Adolfsson Elgestam - Tomas Eneroth - Christer Engelhardt - Kerstin Engle - Alf Eriksson - Birgitta Eriksson - Matilda Ernkrans - Kenneth G. Forslund - Lars U. Granberg - Marie Granlund - Monica Green - Michael Hagberg - Christin Hagberg - Carina Hägg - Kerstin Haglö - Jörgen Hellman - Caroline Helmersson-Olsson - Hans Hoff - Berit Högman - Peter Hultqvist - Margareta Israelsson - Eva-Lena Jansson - Peter Jeppsson - Renée Jeryd - Ylva Johansson - Jan Emanuel Johansson - Morgan Johansson - Lars Johansson - Peter Jonsson - Sonia Karlsson - Anders Karlsson - Yilmaz Kerimo - Kurt Kvarnström - Jan-Olof Larsson - Lars Mejern Larsson - Lars Lilja - Désirée Liljevall - Åsa Lindestam - Sylvia Lindgren - Johan Löfstrand - Agneta Lundberg - Fredrik Lundh - Louise Malmström - Elisebeht Markström - Carina Moberg - Jennie Nilsson - Pia Nilsson - Marie Nordén - Carina Ohlsson - Ronny Olander - Hans Olsson - Jasenko Omanovic - Krister Örnfjäder - Christina Oskarsson - Sven-Erik Österberg - Leif Pagrotsky - Nikos Papadopoulos - Raimo Pärssinen - Margareta Persson - Helene Petersson - Marina Pettersson - Helén Pettersson - Leif Pettersson - Britta Rådström - Bosse Ringholm - Carin Runeson - Ameer Sachet - Gunnar Sandberg - Anneli Särnblad - Eva Sonidsson - Hans Stenberg - Maria Stenberg - Thomas Strand - Magdalena Streijffert - Per Svedberg - Tommy Ternemar - Olle Thorell - Tone Tingsgård - Marita Ulvskog - Börje Vestlund - Björn von Sydow - Göte Wahlström - Tommy Waidelich - Lars Wegendal - Maryam Yazdanfar - Anders Ygeman - Kristina Zakrisson - Christina Zedell | - | - | 19 - Karl Gustav Abramsson - Sinikka Bohlin - Susanne Eberstein - Aleksander Gabelic - Agneta Gille - Billy Gustafsson - Lena Hallengren - Kent Härstedt - Leif Jakobsson - Ann-Kristine Johansson - Håkan Juholt - Hillevi Larsson - Anne Ludvigsson - Fredrik Olovsson - Thomas Östros - Veronica Palm - Göran Persson - Mona Sahlin - Siw Wittgren-Ahl |
| G Moderate Party                | 67 - Magdalena Andersson - Staffan Anger - Staffan Appelros - Sofia Arkelsten - Lena Asplund - Anti Avsan - Gunnar Axén - Anna Kinberg Batra - Finn Bengtsson - Ulf Berg - Lisbeth Grönfeldt Bergman - Per Bill - Gustav Blix - Helena Bouveng - Katarina Brännström - Anne Marie Brodén - Willemo Carlsson - Mikael Cederbratt - Margareta Cederfelt - Annicka Engblom - Hillevi Engström - Karin Enström - Mahmood Fahmi - Ewa Thalén Finné - Patrik Forslund - Inge Garstedt - Mats Gerdau - Ulf Grape - Rolf Gunnarsson - Lars Hjälmered - Christian Holm - Anna König Jerlmyr - Isabella Jernbeck - Mats Johansson - Ann-Charlotte Hammar Johnsson - Christine Jönsson - Ulrika Karlsson - Marianne Kierkemann - Bertil Kjellberg - Margareta B. Kjellin - Marie Weibull Kornias - Olof Lavesson - Björn Leivik - Göran Lennmarker - Anna Lilliehöök - Lars Lindblad - Malin Löfsjögård - Göran Montan - Nils Oskar Nilsson - Mats G. Nilsson - Andreas Norlén - Eliza Roszkowska Öberg - Oskar Öholm - Margareta Pålsson - Anne-Marie Pålsson - Sven Yngve Persson - Jessica Polfjärd - Jan-Evert Rådhström - Helena Rivière - Hans Rothenberg - Karl Sigfrid - Eva Bengtson Skogsberg - Cecilie Tenfjord-Toftby - Göran Thingwall - Tomas Tobé - Henrik von Sydow - Cecilia Widegren | - | 15 - Marietta de Pourbaix-Lundin - Walburga Habsburg Douglas - Lars Elinderson - Jan Ericson - Krister Hammarbergh - Bengt-Anders Johansson - Jeppe Johnsson - Rolf K. Nilsson - Göran Pettersson - Fredrik Schulte - Lars-Arne Staxäng - Elisabeth Svantesson - Peder Wachtmeister - Hans Wallmark - Marianne Watz | 15 - Boriana Åberg - Jan R. Andersson - Sten Bergheden - Reza Khelili Dylami - Björn Hamilton - Lennart Hedquist - Göran Lindblad - Cecilia Magnusson - Betty Malmberg - Kent Olsson - Maria Plass - Inger René - Mats Sander - Ola Sundell - Rune Wikström                                                                                               |
| G Centre Party                  | 25 - Anders Åkesson - Jan Andersson - Per Åsling - Sven Bergström - Ulrika Carlsson - Fredrick Federley - Maria Kornevik Jakobsson - Kenneth Johansson - Jörgen Johansson - Annie Johansson - Sofia Larsen - Lennart Levi - Johan Linander - Eva Selin Lindgren - Per Lodenius - Karin Nilsson - Lennart Pettersson - Annika Qarlsson - Åke Sandström - Birgitta Sellén - Solveig Ternström - Roger Tiefensee - Stefan Tornberg - Claes Västerteg - Gunnel Wallin | 1 - Staffan Danielsson | - | 3 - Erik A. Eriksson - Kerstin Lundgren - Solveig Zander |
| G Liberal People's Party        | 23 - Tina Acketoft - Gunnar Andrén - Gulan Avci - Hans Backman - Helena Bargholtz - Agneta Berliner - Anita Brodén - Karin Granbom Ellison - Jan Ertsborn - Eva Flyborg - Liselott Hagberg - Solveig Hellquist - Tobias Krantz - Nina Larsson - Maria Lundqvist-Brömster - Ulf Nilsson - Christer Nylander - Johan Pehrson - Karin Pilsäter - Lars Tysklind - Barbro Westerholm - Cecilia Wigström - Cecilia Wikström | - | - | 5 - Carl B. Hamilton - Camilla Lindberg - Birgitta Ohlsson - Allan Widman - Christer Winbäck |
| G Christian Democrats           | - | 21 - Yvonne Andersson - Stefan Attefall - Inger Davidson - Kjell Eldensjö - Annelie Enochson - Holger Gustafsson - Lars Gustafsson - Emma Henriksson - Eva Johnsson - Dan Kihlström - Else-Marie Lindgren - Lars-Axel Nordell - Liza-Maria Norlin - Mikael Oscarsson - Irene Oskarsson - Lennart Sacrédeus - Alf Svensson - Ingvar Svensson - Gunilla Tjernberg - Ingemar Vänerlöv - Otto von Arnold | 1 - Rosita Runegrund | 2 - Chatrine Pålsson Ahlgren - Désirée Pethrus Engström |
| Left Party                      | 19 - Ulla Andersson - Alice Åström - Marianne Berg - Josefin Brink - Rossana Dinamarca - Marie Engström - Egon Frid - Siv Holma - Wiwi-Anne Johansson - Jacob Johnson - Amineh Kakabaveh - Kalle Larsson - Hans Linde - Elina Linna - Lars Ohly - Eva Olofsson - LiseLotte Olsson - Peter Pedersen - Kent Persson | - | - | 3 - Torbjörn Björlund - Lena Olsson - Gunilla Wahlén |
| Green Party                     | 16 - Max Andersson - Per Bolund - Esabelle Dingizian - Tina Ehn - Gunvor G. Ericson - Peter Eriksson - Ulf Holm - Mikael Johansson - Helena Leander - Jan Lindholm - Thomas Nihlén - Mats Pertoft - Lage Rahm - Karin Svensson Smith - Mikaela Valtersson - Maria Wetterstrand | - | - | 3 - Bodil Ceballos - Mehmet Kaplan - Peter Rådberg |
| Tổng cộng                       | 261 | 22 | 16 | 50 |

#### Nhà thờ Thụy Điển
Năm 2009, Eva Brunne đã được bầu và thánh hiến thành Giám mục Lutheran của Stockholm. Cô là giám mục đồng tính nữ đầu tiên trên thế giới và là giám mục đầu tiên của Nhà thờ Thụy Điển trong một quan hệ bạn đời cùng giới đã đăng ký.
Vào ngày 22 tháng 10 năm 2009, Hội đồng của Giáo hội Thụy Điển (không còn là nhà thờ nhà nước) đã bỏ phiếu mạnh mẽ ủng hộ việc ban phước lành cho các cuộc hôn nhân cùng giới, bao gồm cả việc sử dụng thuật ngữ "hôn nhân". Đây là nhà thờ lớn đầu tiên ở Thụy Điển đảm nhận vị trí về hôn nhân cùng giới. Tổng giám mục của Uppsala Anders Wejryd nhận xét rằng ông hài lòng với quyết định này. Thứ hai và lớn thứ hai Kitô giáo giáo phái ở trong nước, Giáo hội Công giáo và Phong trào Ngũ tuần của Thụy Điển, nhận xét rằng họ "thất vọng" với quyết định của Giáo hội Thụy Điển. Hiệp hội Hồi giáo Thụy Điển đã tuyên bố rằng sẽ không có người phụ nữ nào kết hôn với những người cùng giới.
Thủ tướng Thụy Điển Stefan Löfven cho biết vào tháng 6 năm 2017 rằng ông không tin rằng một linh mục làm việc cho Nhà thờ Thụy Điển nên được phép từ chối kết hôn với những người cùng giới.

### Số liệu thống kê
Vào tháng 7 năm 2013, Thống kê Thụy Điển (SCB) đã công bố ước tính về số người kết hôn với người cùng giới kể từ khi hợp pháp hóa hôn nhân vào năm 2009. Nhóm đã phát hiện ra rằng trong tất cả các khu vực pháp lý của Thụy Điển đều cấm một (Stockholm Quận) nhiều cuộc hôn nhân cùng giới nữ đã xảy ra hơn so với hôn nhân cùng giới nam. Tính đến tháng 7 năm 2013, 4.521 phụ nữ đã kết hôn với một phụ nữ khác ở Thụy Điển, so với 3.646 nam giới trong các cuộc hôn nhân cùng giới. Con số kỳ lạ đối với hôn nhân nữ là do SCB không bao gồm người nước ngoài trong thống kê. Hầu hết các cuộc hôn nhân cùng giới diễn ra ở Quận Stockholm, Quận Västra Götaland, Quận Skåne và Quận Uppsala.
Theo SCB, vào cuối năm 2017, 12.158 người đã kết hôn cùng giới. Trong đó, 56% là phụ nữ và 44% là nam giới. SCB ước tính độ tuổi kết hôn trung bình của phụ nữ trong các mối quan hệ cùng giới ở Thụy Điển là 34 tuổi, trong khi đối với nam giới là 41 tuổi (so với 34 và 36, tương ứng đối với các cặp đôi khác giới). Các quận Stockholm, Västra Götaland và Skåne đã thấy những cuộc hôn nhân cùng giới nhất, trong khi Gotland, Jämtland và Blekinge ít thấy nhất.